# 斯拉沃米爾·佩什科
斯拉沃米爾·佩什科（波蘭語：Sławomir Konrad Peszko；1985年2月19日—）是一位波蘭足球運動員。在場上的位置是中場。他現在效力於德國足球甲級聯賽球隊科隆足球俱樂部。他也代表波蘭國家足球隊參賽。